# アルブレヒト (ザクセン＝アイゼナハ公)
アルブレヒト（4世）（ドイツ語：Albrecht (IV.), 1599年7月27日 - 1644年12月20日）は、ザクセン＝アイゼナハ公（在位：1640年 - 1644年）。

## 生涯
アルブレヒトは、ザクセン＝ヴァイマル公ヨハン2世とドロテア・マリア・フォン・アンハルトの七男として生まれた。成人した男子としては4番目にあたる。
アルブレヒトは元帥フリードリヒ・フォン・コスポトから最初に教育を受けた。その後、兄弟と共にイェーナ大学で学んだ。
1619年から1621年にかけて、弟ヨハン・フリードリヒと共にグランドツアーに出かけ、フランスを訪れた。
1621年に帰国した後、アルブレヒトは1626年まで統治に専念し、また、不在の兄弟たちの摂政として統治を行った。
1633年6月24日にヴァイマルにおいて、ザクセン＝ヴァイマル公フリードリヒ・ヴィルヘルム1世の娘で従姉妹にあたるドロテア・フォン・ザクセン＝アルテンブルクと結婚した。しかし2人の間に子供は生まれなかった。
アルブレヒトは兄弟と締結した分割条約に従い、1640年にアイゼナハを受け取った。アルブレヒトはその4年後に死去し、その領地は1645年に兄弟で分割された。